# Mucronalia epibathra
Mucronalia epibathra is een slakkensoort uit de familie van de Eulimidae. De wetenschappelijke naam van de soort is voor het eerst geldig gepubliceerd in 1906 door Melvill.